# Westkanaaldijk

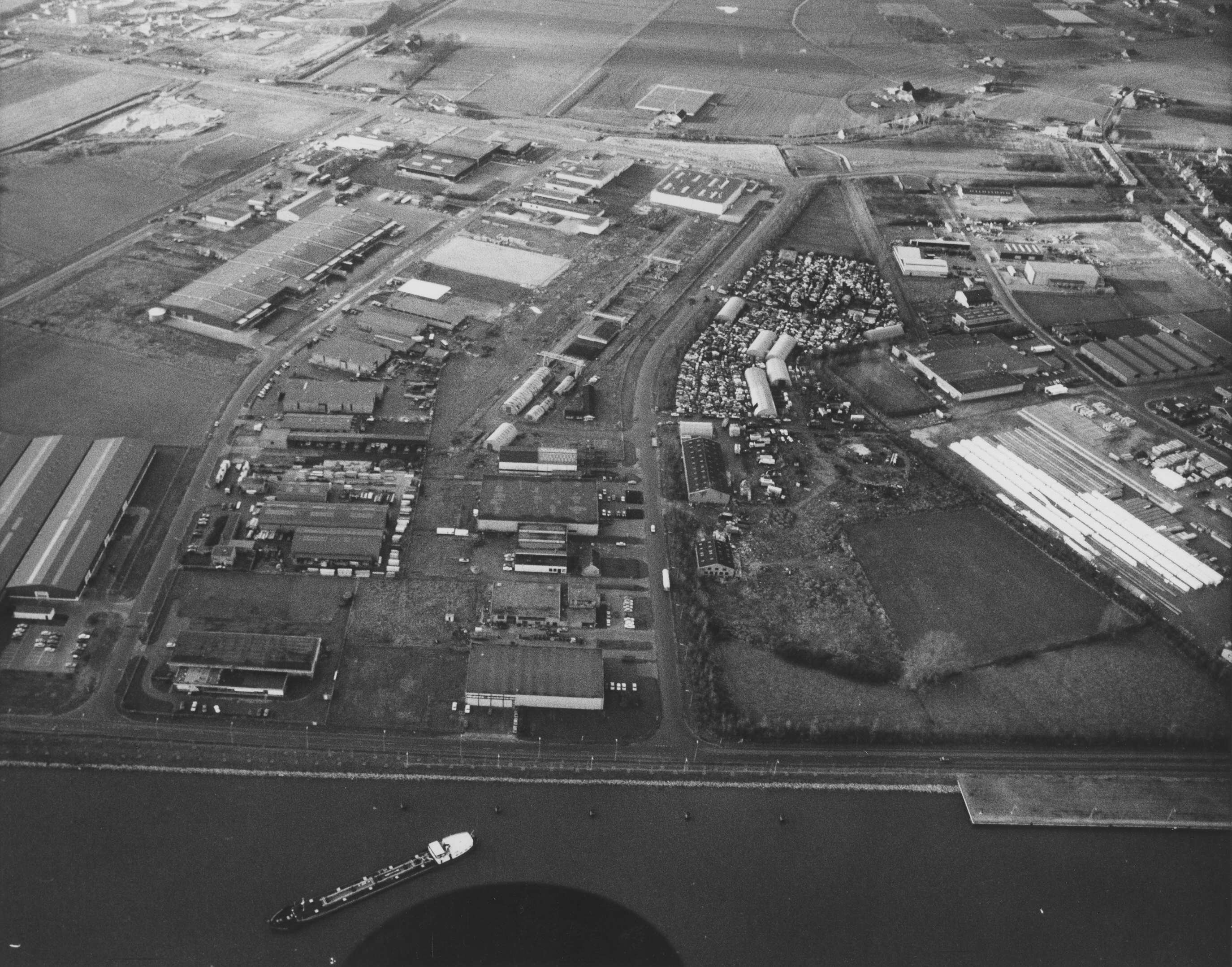
De Westkanaaldijk, 1985

Westkanaaldijk is een wijk in het noorden van het stadsdeel Lindenholt in de Nederlandse stad Nijmegen. Op 1 januari 2023 telde de wijk 5 inwoners, verdeeld over 5 woningen, op een oppervlakte van 1,22 km².
De wijk is gebouwd in de jaren 80 en '90 en ligt ingeklemd tussen Rijksweg 783, het Maas-Waalkanaal, de wijk Neerbosch-West en de grens met de gemeente Beuningen. In tegenstelling tot de andere buurten of wijken in de stadsdelen Lindenholt en Dukenburg hebben de straten in Westkanaaldijk straatnamen in plaats van nummers. De wijk is bijna helemaal een industrie- en bedrijventerrein.
Aan het Maas-Waalkanaal ligt de gelijknamige loswal. Deze heeft een lengte van 165 meter en de diepte is 3,50 meter. Hoewel de loswal officieel onder de gemeentelijke havendienst viel, was het beheer in handen van de firma Daanen Shipping & Logistics. In juni 2012 verkocht de gemeente de verzakte loswal aan de exploitant.
De loswal verving de in 1985 gesloopte loswal Neerbosch die 100 meter lang was. Op de plaats van het industrieterrein was de Westkanaalhaven (of Westhaven) gepland maar deze werd geannuleerd.

## Afbeeldingen

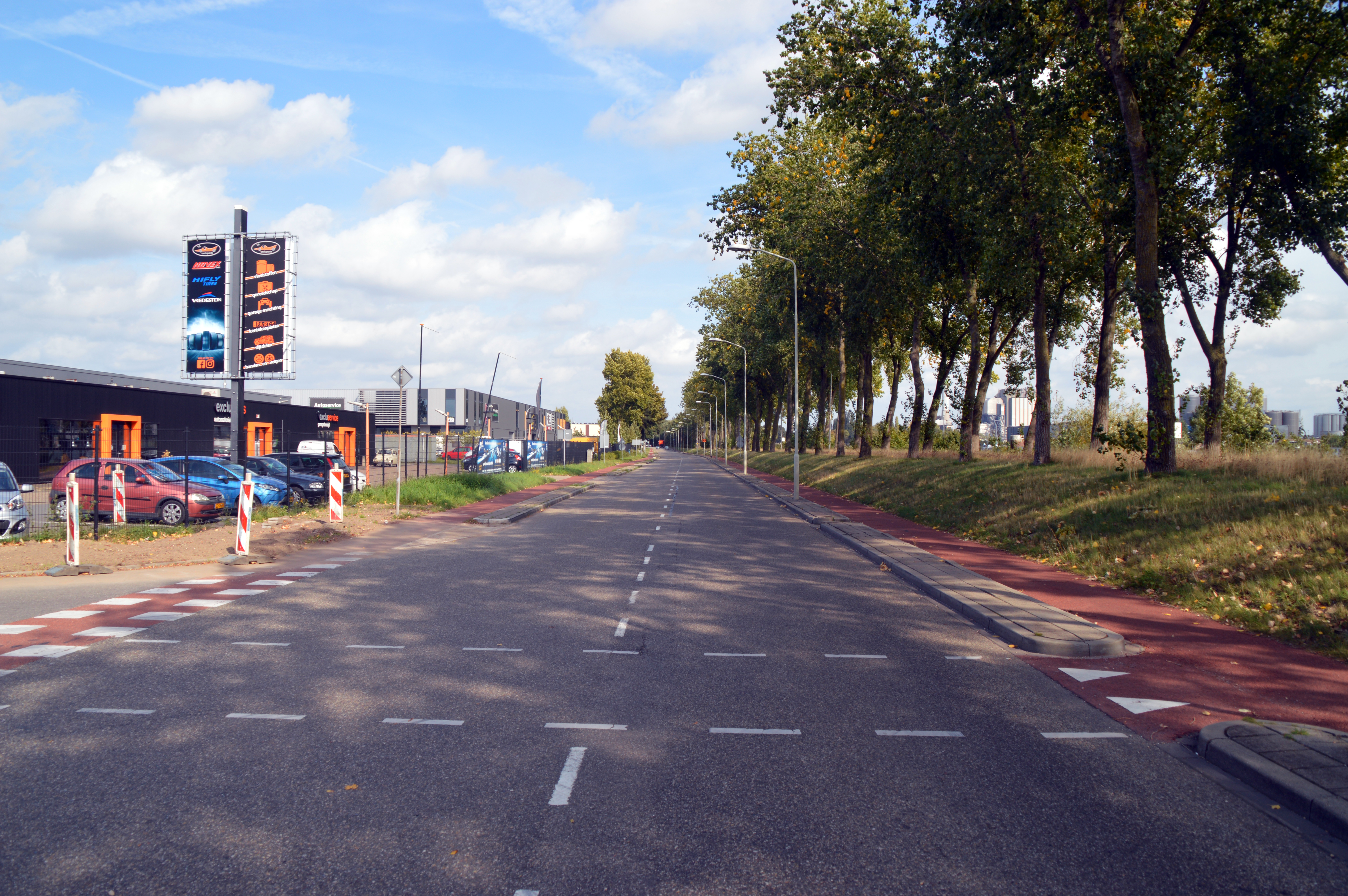
Westkanaaldijk
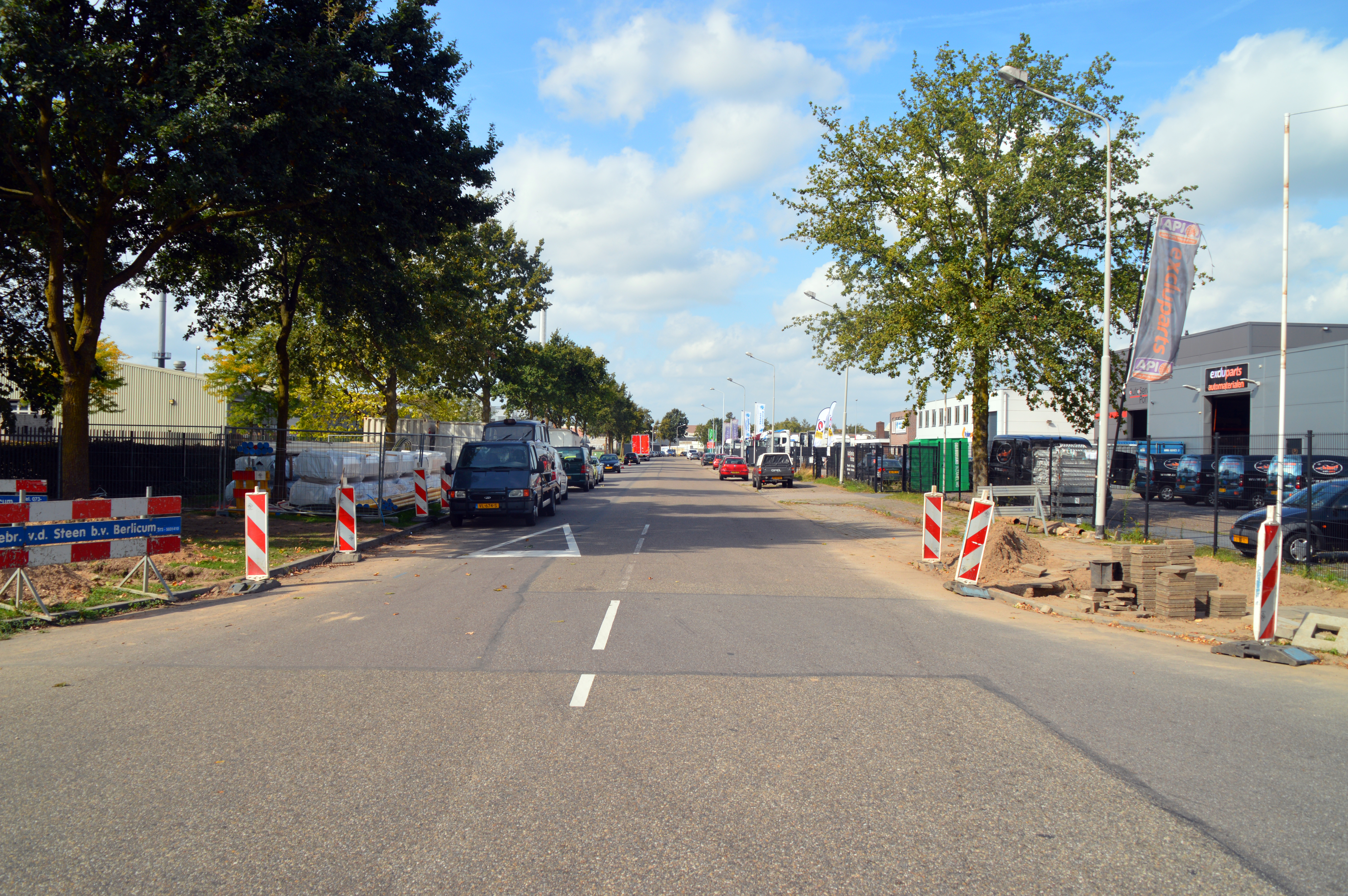
De Vlotkampweg
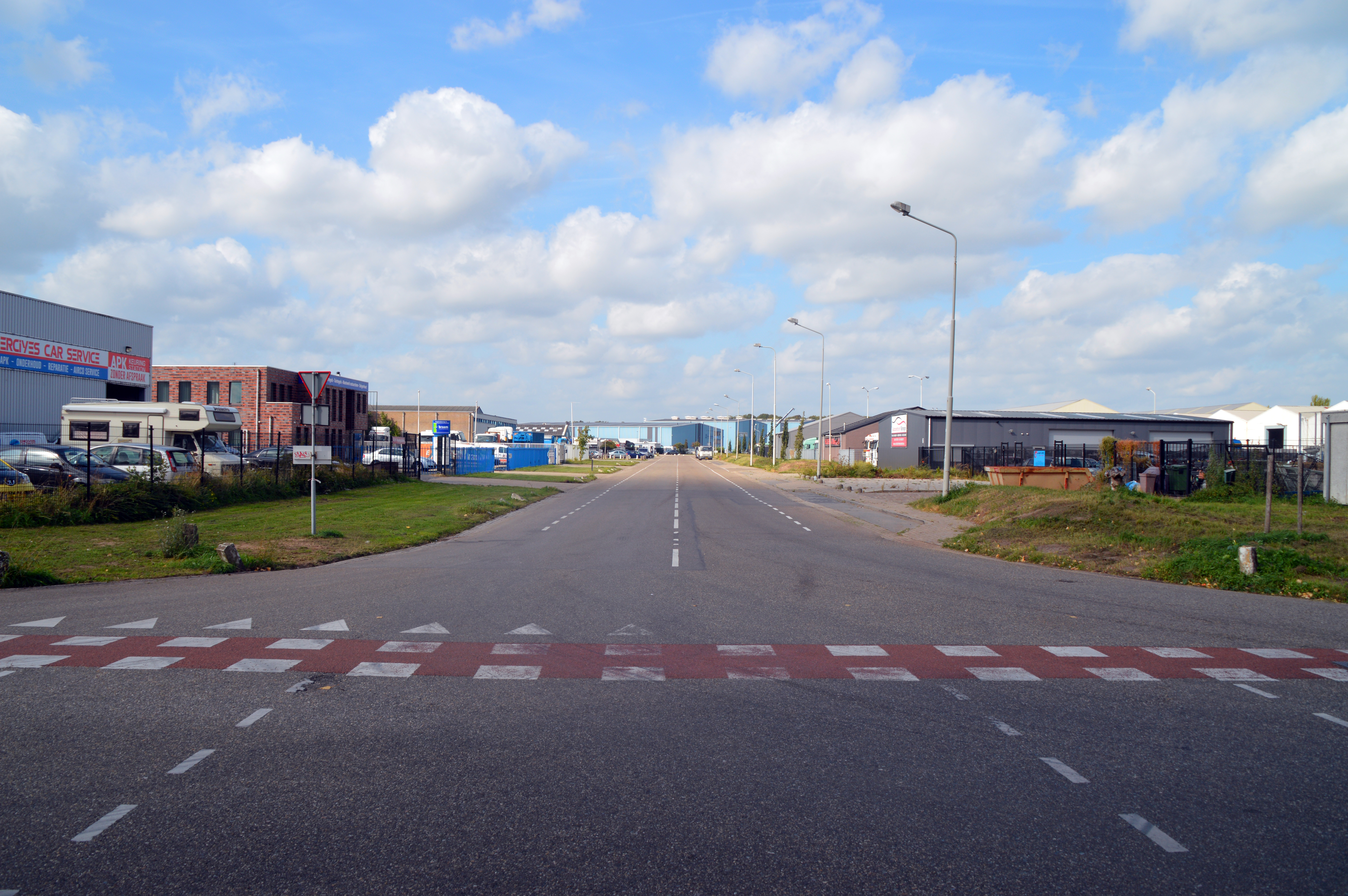
Hogelandseweg
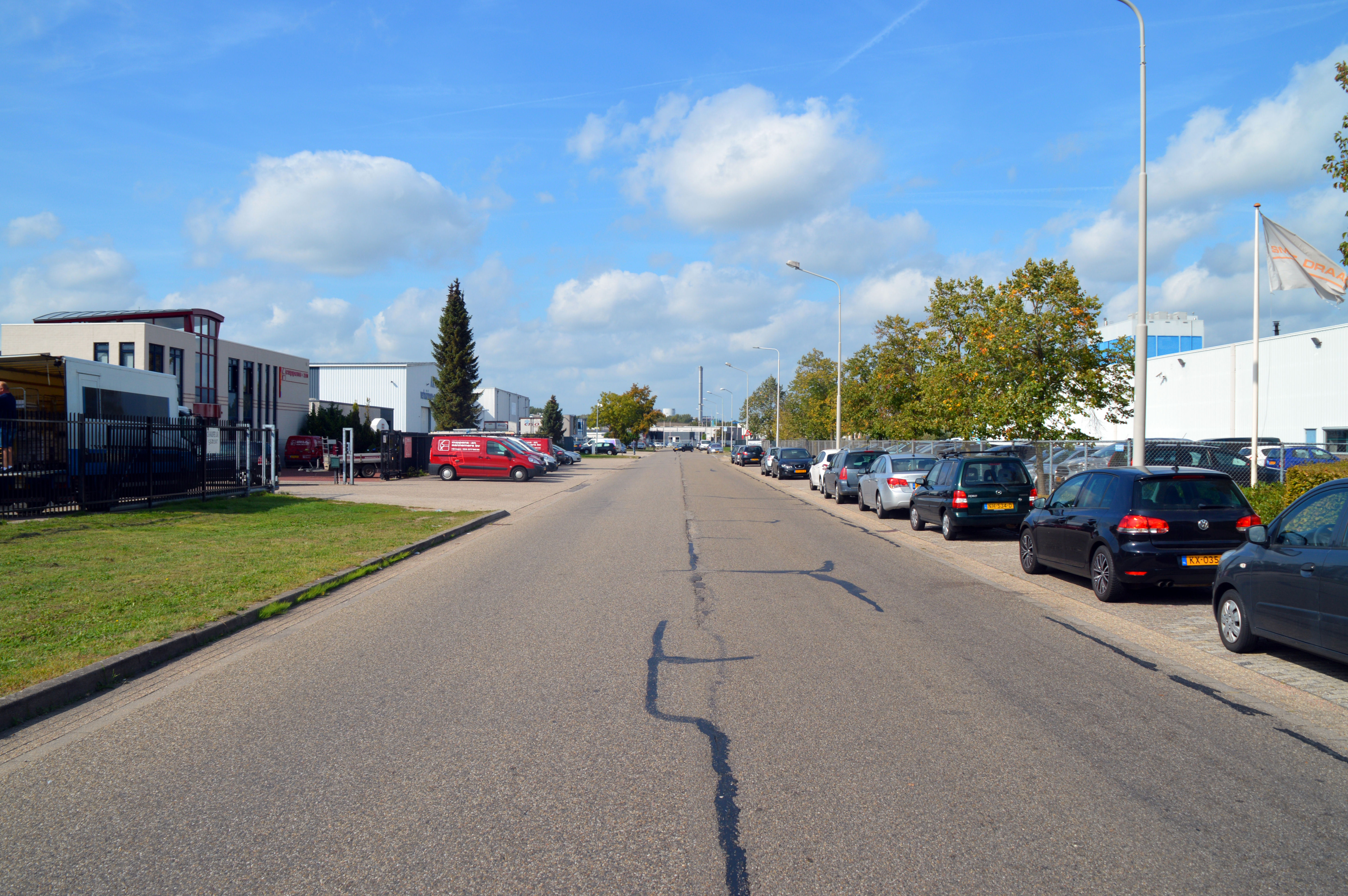
Lagelandseweg